# Starless (Shiner)
Starless è il terzo album in studio del gruppo musicale statunitense Shiner, pubblicato nel 2000.

## Tracce
1. Spinning – 3:39
2. Giant's Chair – 3:42
3. Kevin Is Gone – 3:56
4. Unglued – 5:03
5. The Arrangement – 5:17
6. Glass Jaw Test – 2:58
7. Semper Fi – 3:19
8. Lazy Eye – 4:57
9. Rearranged – 2:35
10. Too Much of Not Enough – 5:51
11. Starless – 2:31

## Formazione
- Allen Epley - chitarra, voce
- Paul Malinowski - basso, cori
- Josh Newton - chitarra, tastiera, synth
- Jason Gerken - batteria